# Plantaciones en el Sur de Estados Unidos

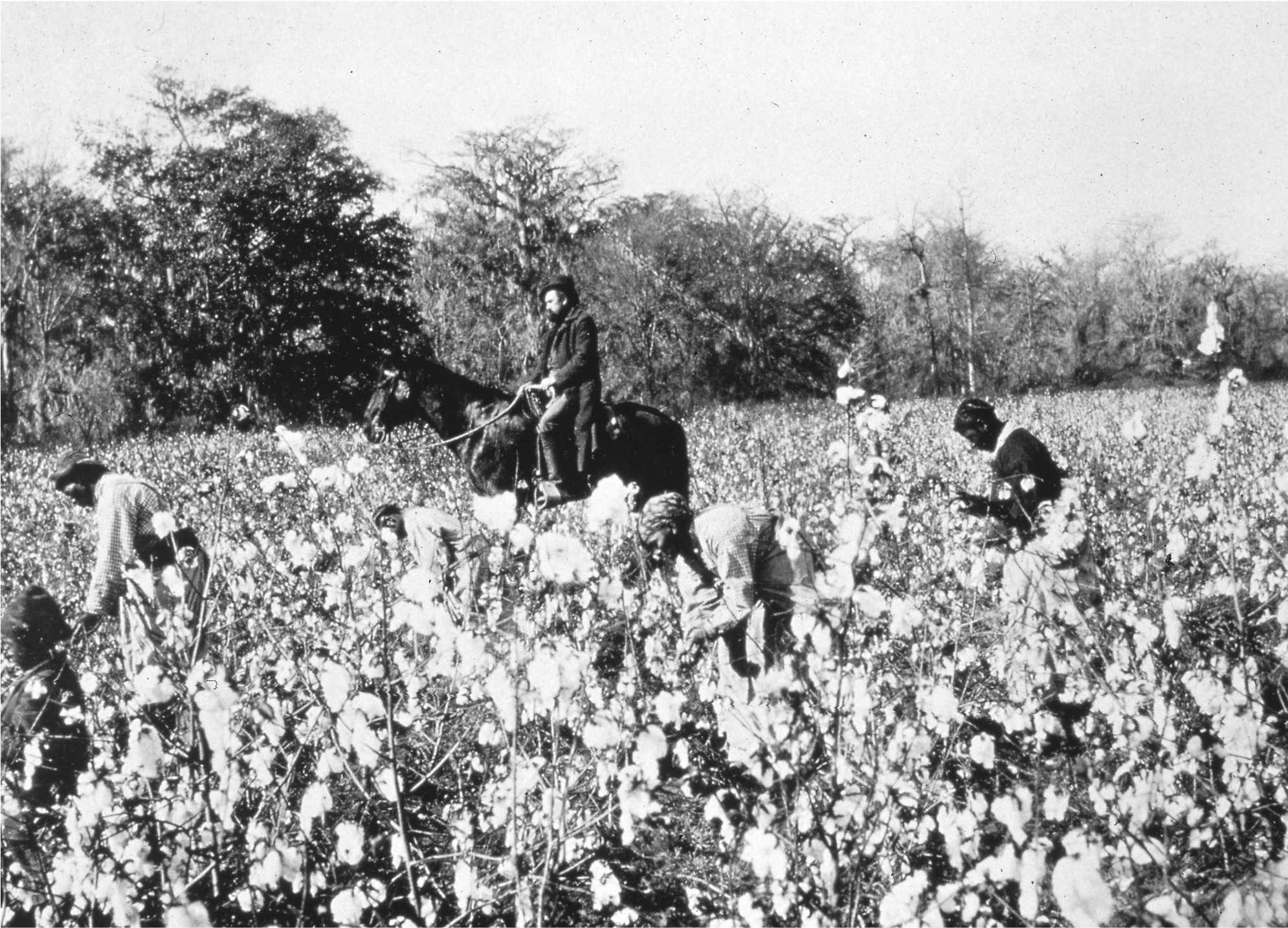
Hombres, mujeres y niños trabajan bajo el control de un capataz montado en una plantación de algodón alrededor de 1850.

Las  plantaciones  fueron un aspecto importante de la historia del sur de Estados Unidos, sobre todo en el período anterior a la Guerra de Secesión. El clima templado subtropical, las precipitaciones abundantes y los suelos fértiles del sur de Estados Unidos permitieron el florecimiento de las grandes plantaciones, y un gran número de trabajadores, por lo general esclavizados, fueron requeridos para las operaciones agrícolas.

## Plantador (dueño de plantación)
Un individuo que era dueño de una plantación era conocido como un plantador. Historiadores del Sur del período prebélico en general lo han descrito en la definición más estricta como una persona que posee propiedades (inmuebles) y 20 o más esclavos. Los primeros esclavos llegaron a Virginia en agosto de 1619, cuando un barco holandés llevó a la región a veinte personas negras.
Los plantadores más ricos, tales como la élite de Virginia con plantaciones cerca del río James, poseían más tierras y esclavos que otros agricultores. El tabaco era el principal cultivo comercial en el sur superior, las colonias originales de la Bahía de Chesapeake de Virginia y Maryland, y en partes de las Carolinas.
El desarrollo posterior del algodón y cultivo del azúcar en el profundo Sur desde principios del siglo XVIII dio lugar a la creación de grandes plantaciones que tenían cientos de esclavos. La gran mayoría de los agricultores del Sur no poseían esclavos o poseía menos de cinco esclavos. Los esclavos eran mucho más caros que la tierra. 
En los condados del "Cinturón Negro" de Alabama y Misisipi, los términos "plantador" y "agricultor" eran a menudo sinónimos; un "plantador" era en general un agricultor que era dueño de muchos esclavos. Aunque la mayoría de los sureños no eran propietarios de esclavos, y la mayoría de los dueños de esclavos tenían diez o menos esclavos, los plantadores eran los que tenían un número significativo de esclavos, en su mayoría como mano de obra agrícola. Las referencias a los plantadores los describen como pertenecientes a la élite o aristocracia plantadora del sur de preguerra.
Los historiadores Robert Fogel y Stanley Engerman definen como grandes plantadores a los que eran dueños de 50 o más esclavos, y los plantadores medianos los que poseían entre 16 y 50 esclavos. El historiador David Williams, en ‘’’Historia del pueblo de la Guerra Civil: Las luchas por el significado de la libertad’’’ sugiere que el requisito mínimo para el estatus de plantador era poseer veinte negros, especialmente cuando un plantador del sur se podía eximir del deber confederado de un hombre de raza blanca por cada veinte esclavos en propiedad. En su estudio de los condados del Cinturón Negro en Alabama, Jonathan Weiner define a los plantadores por la propiedad de bienes inmuebles, en lugar de esclavos. Un plantador, para Weiner, poseía al menos 10.000 dólares en bienes raíces en 1850 y 32.000 dólares en 1860, lo que equivale a alrededor del 8 por ciento de los propietarios más ricos. En su estudio sobre el suroeste de Georgia, Lee Formwalt define a los plantadores por el tamaño de las parcelas en lugar del número de esclavos. Los plantadores según Formwalt serían el 4,5 por ciento de los propietarios de tierras, que se traduce en propiedades inmobiliarias por valor de seis mil dólares o más en 1850, 24.000 dólares o más en 1860, y once mil dólares o más en 1870. En su estudio del condado de Harrison, Texas, Randolph B. Campbell clasifica como grandes plantadores a los propietarios de veinte esclavos, y los pequeños plantadores como propietarios de entre diez y diecinueve esclavos. En Chicot y los condados de Phillips, Arkansas, Carl H. Moneyhon define como grandes plantadores a los propietarios de veinte o más esclavos, y con seiscientos o más acres de tierra.
En el Sur de posguerra, se publicaron muchas memorias nostálgicas sobre la anterior vida de la plantación. Por ejemplo, James Battle Avirett, que creció en la plantación Avirett-Stephens en el Condado de Onslow, Carolina del Norte, y sirvió como capellán episcopal en el Ejército de los Estados Confederados, publicó La vieja plantación: cómo vivíamos en la Casa Grande y la cabaña antes de la guerra en 1901.

## Los cultivos de la plantación
Las cosechas cultivadas en las plantaciones antes de la guerra incluían el algodón, el tabaco, caña de azúcar, añil, arroz, y en menor grado okra, ñame, boniato, cacahuete, y sandía. A finales del siglo XVIII, la mayoría de los plantadores del sur superior habían cambiado del cultivo de tabaco en exclusiva a la producción de cultivos mixtos. 
En las tierras bajas de Carolina del Sur, incluso antes de la guerra de la Independencia, los plantadores en general poseían ya cientos de esclavos, aparte de que en pueblos y ciudades, las familias tenían esclavos para trabajar como sirvientes de la casa. El desarrollo del cultivo de algodón en el profundo Sur en el siglo XIX dependía de grandes extensiones de terreno con mucha más superficie de la que era típica en la zona de la Bahía de Chesapeake, y para la mano de obra, los plantadores tenían docenas, o algunas veces cientos, de esclavos. 

## La arquitectura y el paisaje de la plantación
La arquitectura antes de la guerra de secesión se puede ver en muchas casas de las plantaciones existentes, que eran las grandes residencias de los plantadores y sus familias. Con el tiempo en cada región del sur la arquitectura regional de plantación surgió inspirada en el lugar de origen de los que se establecieron en la zona. La mayoría de la temprana arquitectura de las plantaciones fue construida para mitigar el clima subtropical caliente y proporcionar una refrigeración natural.
Las arquitecturas de plantación más antiguas se levantaron en el sur de Luisiana por los franceses. Usando estilos y conceptos de construcción que habían aprendido en el Caribe, los franceses crearon muchas de las grandes casas de las plantaciones cerca de Nueva Orleáns. La arquitectura criolla francesa comenzó alrededor de 1699, y se prolongó hasta bien entrada la década de 1800. En las tierras bajas de Carolina del Sur y Georgia, la casa de estilo Dogtrot era construida con un gran corredor central que atraviesa la casa para mitigar el calor subtropical. Los plantadores ricos de la Virginia colonial construyeron sus casas señoriales en estilo georgiano, por ejemplo, la mansión de la plantación Shirley. En el siglo XIX, la arquitectura en estilo neoclásico se hizo popular en algunas de las casas de las plantaciones del profundo Sur. 
Plantas y árboles se incorporaban al paisaje señorial de las plantaciones del Sur destacando robles y magnolios. Estos dos grandes árboles son nativos del sur de Estados Unidos y se convirtieron en símbolos clásicos del viejo Sur. Los robles del sur, clásicamente cubiertos de musgo español, se plantaron a lo largo de los caminos o bordeando el camino de entrada que conduce a la plantación para crear un paisaje grandioso, imponente, y majestuoso. Los paisajes de las plantaciones estaban muy bien cuidados y recortados, por lo general, el trabajo de paisajismo estaba a cargo del plantador, con la ayuda de esclavos o trabajadores. Los propios plantadores también por lo general mantenían un pequeño jardín o huerto. Los cultivos comerciales no se cultivaban en estos pequeños huertos, sino que eran más bien para el autoconsumo familiar.

## Otras lecturas
- Blassingame, John W. The Slave Community: Plantation Life in the Antebellum South (1979)
- * Evans, Chris, "The Plantation Hoe: The Rise and Fall of an Atlantic Commodity, 1650–1850," William and Mary Quarterly, (2012) 69#1 págs. 71–100.
- Phillips, Ulrich B. American Negro Slavery; a Survey of the Supply, Employment, and Control of Negro Labor, as Determined by the Plantation Regime. (1918; reprint 1966)online at Project Gutenberg;
- Phillips, Ulrich B. Life and Labor in the Old South. (1929).
- Phillips, Ulrich B. Phillips, Ulrich B. (1905). «The Economic Cost of Slaveholding in the Cotton Belt». Political Science Quarterly 20 (2): 257-275. JSTOR 2140400. doi:10.2307/2140400.
- Thompson, Edgar Tristram. The Plantation  edited by Sidney Mintz and George Baca (University of South Carolina Press; 2011) 176 pages; 1933 dissertation
- Weiner, Marli Frances. Mistresses and Slaves: Plantation Women in South Carolina, 1830-80 (1997)
- White, Deborah G. Ar'n't I a Woman?: Female Slaves in the Plantation South (2nd ed. 1999)